# Marcomer
Marcomer a fost un duce al francilor (dux, conducător) către sfârșitul secolului al IV-lea. Grigore din Tours îl menționează în a sa Historia Francorum, împreună cu ducii Genobaud și Sunno. Grigore se îndoiește că erau numiți regi. Ei au traversat Rinul, și au jefuit provincia romană Germania, în ultimii ani ai împăratului roman Magnus Maximus (c. 388). Se pare că tot ei au condus și alte triburi în luptă. Marcomer ar putea fi un predecesor al legendarului duce Pharamond, un strămoș al dinastiei regale france a merovingienilor.
1. ↑  „Marcomer”, Gemeinsame Normdatei, accesat în 25 iunie 2015